# بوب رينغ
بوب رينغ (بالإنجليزية: Bob Ring)‏ هو لاعب هوكي الجليد أمريكي، ولد في 6 أكتوبر 1946 في وينتشتر ‏ في الولايات المتحدة، وتوفي في 22 يونيو 2017.

## وصلات خارجية
- بوب رينغ على موقع دوري الهوكي الوطني (الإنجليزية)
- بوب رينغ على موقع قاعة مشاهير الهوكي (لاعب أن.إتش.أل) (الإنجليزية)
- بوب رينغ على موقع EliteProspects.com (الإنجليزية)
- بوب رينغ على موقع HockeyDB.com (الإنجليزية)
- بوب رينغ على موقع Hockey-Reference.com (الإنجليزية)